# 锋卫摇摆人
锋卫摇摆人（英語：或Swingman）簡稱「搖擺人」，是指於篮球比賽中，作為最前線球員爭取投籃機會，在球場兩旁奔跑的球員。通常指步伐速快的得分後衛或小前鋒。跟外線射手不同，這可說明憑跑動獲取得分的球員統稱。著名的籃球員有：特雷西·麦克格雷迪、克萊德·崔斯勒、史蒂夫·史密斯。
「锋卫摇摆人」概念的風行約從1970年代末、1980年代初开始，起因为當時的明星球員乔治·格文（冰人）抗拒籃球規則從傳統2分得分外又新增外圍的3分得分。理想的搖擺人會運用他們在身高、速度上的「兼顧」優勢來減少防禦誤失：他們比過往更高大的球員更靈活快速，另一方面也比其他較矮小的球員更具封阻防禦力或投籃得分機會。